# Порт-Бофорт
Порт-Бофорт (африк. Port Beaufort) — посёлок в устье реки Бриде в Западно-Капской провинции ЮАР.

## История
Посёлок был переименован в честь герцога Бофорта, отца губернатора Капской колонии лорда Ч. Сомерсета (другой аналогичный пример в ЮАР — Бофорт-Уэст).
Большую роль в жизни города сыграла торговая империя Джозефа Барри, приехавшего в Капскую колонию из Лондона в 1819 году. Он быстро обнаружил, что можно организовать быструю транспортировку товаров между Кейптауном и массивом Оверберг. В то время упряжка волов должна была идти три недели, чтобы пройти путь от Кейптауна до Свеллендама. Немедленно Барри построил гавань на северном берегу Широкой реки, вокруг которой и возник Порт-Бофорт.
Суда, прохода мимо песчаного берега в устье реки, проходили дальше 40 км до посёлка Малхас, где Барри также построил пристань и пакгауз. После того, как многие суда утонули в устье реки вместе с грузом, Барри построил на шотландской судоверфи пароход Kadie водоизмещением 150 метрических тонн, который совершил свой первый рейс 26 сентября 1859 года. В течение следующих 6 лет Kadie успешно совершал рейсы в устье реки, однако 17 ноября 1865 налетел на камни у южного берега и утонул. В следующем году империю Барри постиг крах. Строительство железных дорог сделало неактуальным пароходство.
Невдалеке от Порт-Бофорта расположена деревня Витсанд.